# Ververoúda
Ververoúda är en ort i Grekland.   Den ligger i prefekturen Nomós Argolídos och regionen Peloponnesos, i den sydöstra delen av landet, 90 km sydväst om huvudstaden Aten. Ververoúda ligger 106 meter över havet och antalet invånare är 130.
Terrängen runt Ververoúda är platt västerut, men österut är den kuperad. Havet är nära Ververoúda åt sydväst. Närmaste större samhälle är Pórto Chéli, 1,2 km sydost om Ververoúda. 